# Soziologische Zeitdiagnose
Soziologische Zeitdiagnose oder Soziologische Gegenwartsdiagnose bezeichnet ein Genre von soziologischen Publikationen, mit dem versucht wird, zugespitzt und vereinfacht grundlegende Charakteristika der jeweils zeitgenössischen Gesellschaft herauszuarbeiten. Dabei wird meistens ein einzelnes Prinzip der gesellschaftlichen Ordnung oder ihrer Dynamik herausgehoben und in seinen Konsequenzen analysiert. Soziologische Zeit- oder Gegenwartsdiagnosen sind abstrakter angelegt als Analysen, die sich auf bestimmte nationale Gesellschaften oder zeitlich eng umgrenzte Schlüsselereignisse in ihnen beziehen. Sie sind aber weniger abstrakt als soziologische Gesellschaftstheorien. Uwe Schimank weist darauf hin, dass der spekulative Charakter soziologischer Gegenwartsdiagnosen Irrtumsrisiken berge. Jede soziologische Gegenwartsdiagnose sei „eine starke Vereinseitigung“. Einen Überblick über die soziologischen Zeit- bzw. Gesellschaftsdiagnosen bietet Alexander Bogner in Gesellschaftsdiagnosen (2018).

## Beispiele
- Alexis de Tocqueville: Über die Demokratie in Amerika (1835/1840)
- José Ortega y Gasset: Der Aufstand der Massen (1929)
- Karl Mannheim: Diagnose unserer Zeit. Gedanken eines Soziologen (1951)
- Hans Freyer: Theorie des gegenwärtigen Zeitalters (1955)
- Theodor Geiger: Demokratie ohne Dogma. Die Gesellschaft zwischen Pathos und Nüchternheit (1960)
- Theodor W. Adorno. Erziehung zur Mündigkeit (1970)
- Ulrich Beck: Risikogesellschaft. Auf dem Weg in eine andere Moderne (1986)
- Ralf Dahrendorf: Der moderne soziale Konflikt. Essay zur Politik der Freiheit (1992)
- Pierre Bourdieu et al.: Das Elend der Welt (1993/1997)
- Zygmunt Bauman: Ansichten der Postmoderne (1994)
- Axel Honneth: Desintegration – Bruchstücke einer soziologischen Zeitdiagnose. (1994)
- Anthony Giddens: Jenseits von Links und Rechts (1997)
- Anthony Giddens: Der dritte Weg. Die Erneuerung der sozialen Demokratie (1999)
- Hartmut Rosa: Beschleunigung. Die Veränderung der Zeitstrukturen in der Moderne (2005)
- Colin Crouch: Postdemokratie (2008)
- Jürgen Habermas: Zur Verfassung Europas (2011)
- Oliver Nachtwey: Die Abstiegsgesellschaft (2016)
- Andreas Reckwitz: Die Gesellschaft der Singularitäten (2017)